# Quách (nước)
Quách (tiếng Trung: 郭; bính âm: Guō) là một nước chư hầu nhỏ thời Chu, vị trí nay thuộc phía đông bắc khu Đông Xương Phủ thành phố Liêu Thành tỉnh Sơn Đông. Nước này về sau bị Tề tiêu diệt vào năm 670 TCN.
Về nguyên nhân nước này diệt vong thì sách Quản Tử chép rằng: Tề Hoàn công đến vùng đất vốn là nước Quách cũ, hỏi người ở đó vì sao mà nước Quách mất. Người đất Quách trả lời: "tại vua nước Quách ưu đãi người tốt, trấn áp người xấu". Tề Hoàn công lấy làm quái dị, lại hỏi: "nói như vậy thì vua Quách là vị vua hiền minh, sao mất nước được?", người nước Quách giải thích rõ hơn: "vua Quách đãi người tốt nhưng không dùng được họ, trấn áp người xấu nhưng không ngăn cản được họ làm việc xấu, vì vậy mà mất nước."